# Peter Hirzel
Peter Hirzel (Zurique, 15 de julho de 1939) é um ex-ciclista suíço. Hirzel competiu nos Jogos Olímpicos de Verão de 1960 em Roma, representando seu país natal na prova tandem (pista).